# Alegeri legislative în Suedia, martie 1914
În data de 27 martie 1914 au fost susținute alegerile generale în Suedia pentru a aloca mandate Camerei Inferioare de legislatură a Riksdag-ului suedez. Un procentaj de 69,9% de voturi eligibile s-au înregistrat la aceste alegeri. Femeile nu au avut drept de vot atunci, și nici nu vor avea până în 1921.
| Partid | Partid                                               | % Voturi | + – de la 1911 |
| ------ | ---------------------------------------------------- | -------- | -------------- |
|        | Uniunea General Electorală Allmänna valmansförbundet | 37.7%    | ▲6.5%          |
|        | Partidul Coalitiei Liberale Liberal samlingspartiet  | 32.2%    | ▼8.0%          |
|        | Social Democrati Socialdemokraterna                  | 28.5%    | ▲1.6%          |
|        | Alte partide                                         | 0.1%     |                |